# Girls' Generation (canção)
"Girls' Generation" é um single promocional do girl group sul-coreano Girls' Generation. Foi lançado em 1 de novembro de 2007 através da SM Entertainment. A canção foi composta e produzida por Lee Seung-Cheol e Song Jae Jun.

## Lançamento
Girls' Generation lançou o teaser de seu single "Girls' Generation" em 29 de outubro de 2007. O single foi lançado em sites musicais em 1 de novembro de 2007. O vídeo musical oficial foi revelado no mesmo dia.
Foi incluída como faixa principal de seu álbum de estreia Girls' Generation, que foi lançado em 1 de novembro de 2007. O single havia sido originalmente um hit de Lee Seung-Cheol, lançado na década de 1980. Para celebrar essa versão cover, Lee Seung Chul apareceu com as garotas na estreia da canção, no M!Countdown.
A canção foi usada no episódio 76 do drama You Are My Destiny, estrelado por Yoona.

## Promoções
Girls' Generation realizou sua apresentação de volta aos palcos no M! Countdown, em 1 de novembro de 2007. O grupo também apresentou "Girls' Generation" em diversos programas musicais, como Music Bank, Show! Music Core e Inkigayo, nos meses de novembro e dezembro.

## Vídeo musical
Um vídeo teaser foi lançado em 9 de outubro de 2007. O vídeo musical completo foi lançado em 1º de novembro.

## Lista de faixas
| N.º            | Título              | Letras                        | Duração |  |
| 1.             | "Girls' Generation" | Lee Seung-Cheol, Song Jae Jun | 03:50   |  |
| Duração total: | Duração total:      | Duração total:                | 03:50   |  |

## Desempenho nas paradas
"Girls' Generation" alcançou a 5ª posição na parada oficial da Coreia do Sul. A canção conquistou o primeiro lugar por duas vezes nos programas musicais M!Countdown e Inkigayo.
| País (Parada)        | Melhor posição |
| -------------------- | -------------- |
| Coreia do Sul (Gaon) | 5              |

## Créditos
- Girls' Generation - vocais
- Lee Seung-Chul - compositor
- Song Jae Jun - arranjo, música